# Efeb d'Antequera
L'Efeb d'Antequera és una escultura tallada al Segle I dC, en època de l'Imperi Romà i és considerada una de les més belles escultures de l'art romà de les trobades a Hispània. S'exposa al Museu de la Ciutat d'Antequera, situat al Palau de Nájera.
L'Efeb d'Antequera es va trobar de forma casual en un Cortijo anomenat "Las Piletas", prop de la localitat d'Antequera, a la província de Màlaga, (Espanya), el 29 de juny de 1955. Va estar durant alguns anys en el replà de l'escala del palauet en el qual va residir Don Trinidad de Rojas i Rojas durant el segle xix. Aquest palauet està situat al Carrer Lucena 17 (antiga Calle Trinidad de Rojas, anomenada així en honor de l'il·lustre escriptor, assagista, historiador i poeta Don Trinidad de Rojas i Rojas. L'efeb va ser venut a "la ciutat d'Antequera" per Enriqueta Quadra Rojas, posterior propietària del palauet a partir dels anys quaranta del passat segle, a un preu molt inferior del que li oferien altres organismes. Això va fer que avui dia, segueixi estant al Palau de Nájera.

## Característiques
Imita el model grec del efeb, (del llatí ephēbus, i aquest del grec ἔφηβος) és una paraula grega que significa adolescent. Encara que a la Grècia Clàssica estava destinat el seu ús als homes atenencs de 18 a 20 anys, que eren instruïts a la efebeia, una espècie de servei militar.
Es tracta d'una escultura realitzada en bronze amb la tècnica de fosa en buit. Representa a un jove nu dempeus amb una postura que remet a l'esquema en "S", característic de les formes praxitelianes, que es va difondre a partir del segle IV aC. Respon al tipus iconogràfic conegut com a mellephebos stephebos o portador de garlandes, utilitzat com a figura decorativa en els banquets romans. Estilísticament es data com a còpia neoàtica de la primera meitat del segle i aC. Presenta els braços separats del cos, en posició estesa, amb els dits de les mans en disposició per sostenir algun objecte com una garlanda o drap.
El cap presenta un pentinat de gran elegància i senzillesa, format per dues aladars dividits per una clenxa o ratlla mitgera, aquests flocs s'enrotllen formant una corona capil·lar que emmarca la zona temporal i es nua al clatell com un recollit. A més apareix tocat amb una cinta llisa que trena una garlanda vegetal amb una tija de secció circular del que sorgeixen fulles i petits raïms. El seu rostre apareix amb els ulls buidats, però en el seu moment van poder estar plens de pasta vítria i portar pestanyes, d'ell destaquen el fi nas, la boca petita i els pòmuls que ajuden a marcar, suaument, l'oval facial.

## Característiques tècniques
- Estil: corrent neoàtica
- Material: Bronze
- Altura: 1,43 metres.
- Pes: 37,5 quilograms.
- Grossor: entre 3 i 5 mil·límetres.
- Porta una fulla de colocasia a la mà dreta.